# Safet Sušić
Safet Sušić (Zavidovići, Iugoslàvia 13 d'abril de 1955) fou un futbolista i entrenador de futbol de la RFS de Iugoslàvia i Bòsnia i Hercegovina.

## Carrera esportiva

### Com a jugador
Sušić començà la seva carrera al Krivaja de Zavidovići, passant més tard al FK Sarajevo, on jugà al voltant de 600 partits i marcà 400 gols. El 1979/80 fou el màxim golejador de la lliga iugoslava i el millor jugador iugoslau del 1979. El 1982 fitxà pel Paris Saint-Germain FC on esdevingué un jugador molt important.
Fou 54 cops internacional amb Iugoslàvia, marcant 21 gols. Disputà els Mundials de 1982 i 1990, i l'Euro 84. El 2004, per celebrar el jubileu de la UEFA fou escollit per la Federació Bòsnia com el Golden Player al millor jugador bosnià dels darrers 50 anys.

### Com a entrenador
Com a entrenador, ha dirigit breument a l'AS Cannes el 1994-95. Posteriorment entrenà a Turquia als clubs Istanbulspor, Konyaspor, Çaykur Rizespor i Ankaraspor.